# 諏訪駅 (鹿児島県)
諏訪駅（すわえき）は、鹿児島県垂水市新城にかつて存在した、日本国有鉄道（国鉄）大隅線の駅（廃駅）である。大隅線の廃止に伴い、1987年（昭和62年）3月14日に廃駅となった。

## 歴史
- 1961年（昭和36年）4月13日：古江線（後の大隅線）の駅として開業[1][2]。気動車の旅客のみを取り扱う駅員無配置駅[3]。
- 1987年（昭和62年）3月14日：大隅線の全線廃止に伴い、廃駅となる[1]。

## 駅構造
単式ホーム1面1線を有する駅であり、無人駅であった。ホーム上に待合室を併設していたが、駅舎は無かった。

## 廃止後
- 2009年現在、跡地は鉄道記念公園になっている。なお周辺はほとんど区画整理されているため線路跡が消滅している。

## 隣の駅
日本国有鉄道
大隅線
新城駅 - 諏訪駅 - 柊原駅